# (7757) 1990 KO
(7757) 1990 KO là một tiểu hành tinh vành đai chính. Nó được phát hiện bởi Eleanor F. Helin ở Đài thiên văn Palomar ở Quận San Diego, California, ngày 22 tháng 5 năm 1990.